# Johann Gottfried Schreiber
Johann Gottfried Schreiber (häufig verkürzt Gottfried Schreiber; * 1674 in Isny; † 1743 in Tübingen) war ein württembergischer Maler. Er war der Vater der Tübinger Maler Jakob Daniel und Johann Gottfried Schreiber II.

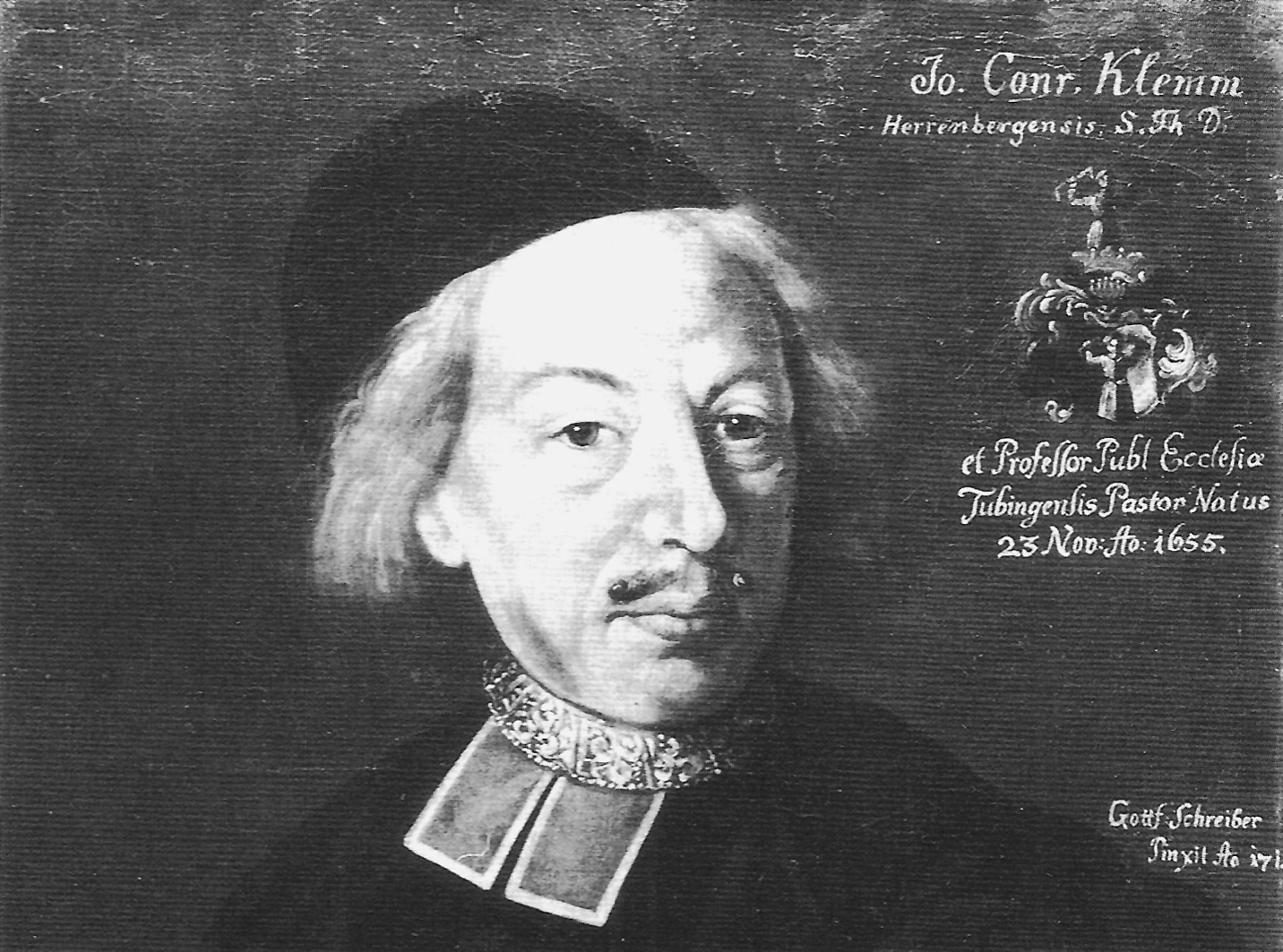
Johann Conrad Klemm (Porträt von Johann Gottfried Schreiber, 1714, Ausschnitt)

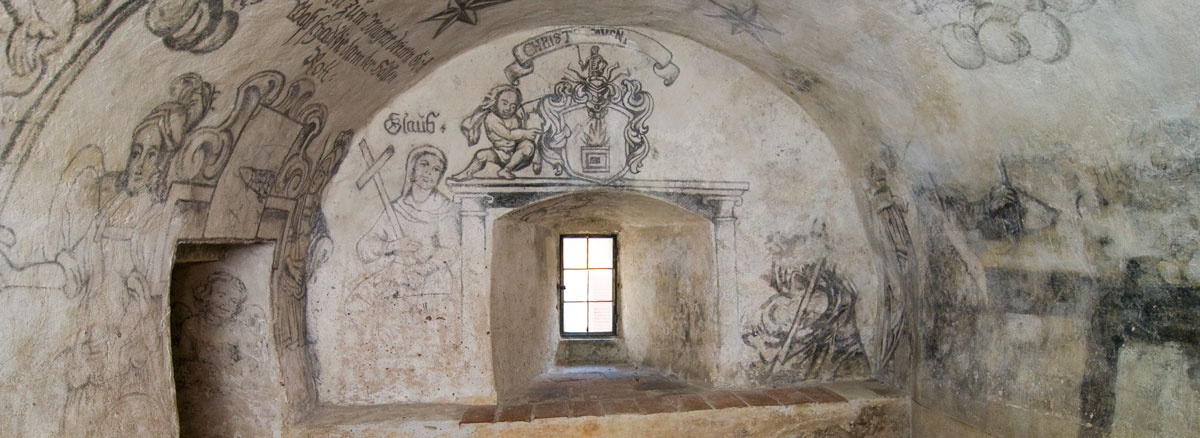
Wandmalereien von Johann Gottfried Schreiber im ehemaligen Universitätskarzer in der Münzgasse 20

## Leben
Gottfried Schreiber wohnte spätestens seit 1704 in Tübingen, wo er seit diesem Jahr als Porträtmaler tätig war. Zu seinen Kunden mussten unter anderem auch Angehörige der Universität gehören, weil er das „akademische Bürgerrecht“ besaß. Bekannt ist allerdings nur ein Porträt (Johann Conrad Klemm) von 1714, das in der Tübinger Professorengalerie erhalten ist. Es sind sonst keine signierten Bilder erhalten.
In einem gemeinsamen Schreiben mit Johann Emmanuel Schleich, und Johann Glocker beklagte sich Schreiber bei dem Universitätssenat über Johann Christoph Kayßer, dass sich dieser unbefugt in Tübingen aufhalte, und ihnen die schon sowieso in Tübingen knappe Arbeit wegnehme.
Schreiber fertigte ferner Wandmalereien. 1736 malte er in der schwarzen Seccotechnik den Universitätskarzer mit biblischen Szenen und Sprüchen aus, die die eingekerkerten Studenten zur Buße und Reue gemahnen sollten. Werner Fleischhauer schätzt diese Ausmalung als sehr derb ein. 1739/40 arbeitete Schreiber im Schloss Hohentübingen und in der Jakobuskirche.
Auch seine beiden Söhne wurden Maler:
- Jakob Daniel Schreiber war ein nach 1744 sehr populärer Stammbuchmaler.
- Johann Gottfried Schreiber II. (* um 1708 in Tübingen; † 1750)

## Berühmtere Arbeiten
- 1714 Johann Conrad Klemm, Theologieprofessor; 1655–1717, (Öl auf Leinwand, Tübinger Professorengalerie)